# Campo de Criptana
Campo de Criptana er en by og kommune i det sydlige centrale Spanien i provinsen Ciudad Real. Den har et indbyggertal på 12.932 (2024) indbyggere.